# Eleição municipal de Juazeiro do Norte em 1992
A eleição municipal de 1992 em Juazeiro do Norte aconteceu em 3 de outubro de 1992, com o objetivo de eleger prefeito e vice-prefeito da cidade e membros da Câmara de Vereadores.
O prefeito titular era Carlos Cruz, do PFL. Cinco candidatos concorreram à prefeitura de Juazeiro do Norte. Manoel Salviano, do PST, foi eleito com 55,99% dos votos.

## Candidatos[1]
Nota: a tabela a seguir está organizada por ordem alfabética de candidatos.
| Prefeito(a)             | Prefeito(a) | Prefeito(a) | Vice- Prefeito  | Coligação              | Nº |
| Candidato(a)            | Partido     | Partido     | Vice- Prefeito  | Coligação              | Nº |
| ----------------------- | ----------- | ----------- | --------------- | ---------------------- | -- |
| Dr. Santana             |             | PT          | Sem Informações | (PT) (Sem Coligação)   | 13 |
| Francisco Carlos Macêdo |             | PDT         | Sem Informações | (PDT) / (PSB) / PCdoB) | 12 |
| José Sodson Sabiá       |             | PMDB        | Sem Informações | (PMDB) (Sem Coligação) | 15 |
| Manoel Salviano         |             | PST         | Arnon Bezerra   | (PST / PFL)            | 52 |
| Mauro Sampaio           |             | PSDB        | Sem Informações | (PSDB) (Sem Coligação) | 45 |

## Resultado

### Prefeito
| Partido | Partido | Candidato               | Votos  | Votos (%) |
| ------- | ------- | ----------------------- | ------ | --------- |
|         | PST     | Manoel Salviano         | 40 598 | 55,99%    |
|         | PSDB    | Mauro Sampaio           | 29 603 | 40,82%    |
|         | PT      | Dr. Santana             | 1 236  | 1,7%      |
|         | PDT     | Francisco Carlos Macêdo | 751    | 1,04%     |
|         | PMDB    | José Sodson Sabiá       | 324    | 0,45%     |
| Totais  | Totais  | Totais                  | 72 512 |           |
| Fonte:  |         |                         |        |           |

### Vereadores eleitos
| Candidato(a)           | Partido | Votação |
| ---------------------- | ------- | ------- |
| Hélio Dias Camilo      | PL      | 1.435   |
| Olavo Batista          | PSDB    | 1.403   |
| Sávio Borges           | PSDB    | 1.378   |
| Raimundo Cabral        | PSDB    | 1.237   |
| José de Amélia         | PFL     | 1.145   |
| Cícero Honorato Teles  | PST     | 1.107   |
| Getúlio Granjeiro      | PFL     | 1.024   |
| Francisco Vieira       | PSDB    | 1.002   |
| Pedro Emerson Silva    | PL      | 935     |
| Solange Tenório        | PST     | 927     |
| José Firmino da Silva  | PST     | 913     |
| Gualberto Brandão      | PSDB    | 884     |
| Francisco Barbosa      | PSDB    | 881     |
| Samuel Almeida         | PFL     | 785     |
| Valmir Domingos        | PST     | 772     |
| Raimundo de Sá e Souza | PFL     | 762     |
| Marco Valério          | PFL     | 745     |
| Agnaldo de Souza       | PST     | 736     |
| Gilson de Sousa        | PSD     | 623     |
| Amarílio Pequeno       | PSC     | 608     |
| Francisco das Chagas   | PSC     | 351     |